# مريرت
مريرت مدينة مغربية في قلب جبال الأطلس المتوسط، مركز قبائل ايت سكوكو)ابرزها ايت سيدي العربي، ايت سيدي يوسف، أيت سيدي أحمد وأحمد، ايت تعرابت...(على مقربة من منابع نهر أم الربيع، وهي بلدية تتبع لإقليم خنيفرة التي تقع على بعد حوالي ثلاثين كيلومترا وعلى بعد ما يقرب من تسعين كيلومترا من مدينة مكناس ويبلغ عدد سكان المدينة 35.196 نسمة (إحصاء 2004) يتوزعون على 5423 أسرة.
تشتهر المدينة بسوقها الأسبوعي كل خميس، والذي تعرض فيه مختلف أنواع السلع ومنها الزربية التي تصنع محليا وكذا الماشية التي تعتبر النشاط الاقتصادي الرئيسي في المنطقة.
من معالم مريرت: الجامع الكبير الذي بني في الثلاثينيات من القرن الماضي، دار الثقافة، حديقة مولاي رشيد العامة. وبضواحي مريرت مدينة أثرية قديمة تعود إلى العهد الموحدي يسميها المؤرخون «قصر المعدن» أو «معدن عوام» ويطلق عليها السكان المحليون باللسان الأمازيغي «إغرم أوسار» أي القصر العتيق أو الهرم، إلا أن هذا الموقع تعرض للإهمال وتخرب معظمه. وبضواحيها كذلك يوجد منجم عوام.
و تحيط بها العديد من
الجبال اهمها جبل تاغافت أو تاغالفت.احياؤها المشهورة هي تاحجاويت وتاكلمانت وايت مو وايت حجو وافواد يكابار ودرب النوايل ومحمد نطوطو وبولوحوش وايت عمي علي ودوار الشمع ودوار حساين وبولاشفار وكتبية وسونطر.
تكتب في بعض المصادر: امريرت، وفي اللغات الأجنبية Mrirt أو M`rirt
```
معظم سكانها أمازبغ.
```